# Barnag
Barnag là một thị trấn thuộc hạt Veszprém, Hungary. Thị trấn này có diện tích 12,01 km², dân số năm 2010 là 115 người, mật độ 10 người/km².